# Faton Toski
Faton Toski (Gnjilane, 17 de febrer de 1987) és un futbolista alemany. Va començar com a futbolista al TuS Makkabi Frankfurt.
Ha jugat a clubs com Eintracht Frankfurt, VfL Bochum, FSV Frankfurt by signing until the end of 2013–14 season, with option of renewing. He made his debut for Frankfurt on 7 febrer 2014 against exactly his previous team VfL Bochum i Perak.